# Moralet
El Moralet és una pedania de la ciutat d'Alacant (País Valencià). Limita al nord amb Sant Vicent del Raspeig, al sud amb les partides del Verdegàs i la Canyada del Fenollar, a l'oest amb Agost, i a l'est amb Sant Vicent del Raspeig. Durant el segle xix, el Moralet va pertànyer durant alguns anys a Sant Vicent del Raspeig.

## Descripció general
La partida del Moralet té 2.251 habitants, i els seus nuclis de població reconeguts són:
- Camí de la Canyada d'Alcoi: 100 hab.
- Camí de l'Ermita: 142 hab.
- Camí del Ventorrillo: 136 hab.
- Finca de Don Jaume: 147 hab.
- El Garroferal: 112 hab.
- Lloma d'Espí: 381 hab.
- Pla de Girau: 16 hab.
- Rambutxar Nord: 62 hab.
- Rambutxar Sud: 83 hab.
- Serreta de la Torre: 74 hab.
- Vallgran Est: 128 hab.
- Vallgran Oest: 82 hab.
- Disseminat: 513 hab.

Durant el segle xix, el Moralet va ser una partida pertanyent a l'ajuntament de Sant Vicent del Raspeig. Els veïns reclamen des de fa anys serveis bàsics que els manquen, com enllumenat públic, asfaltat de camins o clavegueram.

## Festes patronals
Les seues festes patronals se celebren a l'agost. A més de les revetlles, una de les tradicions de les festes del Moralet són els bous al carrer, organitzats per l'Associació Cultural Taurina del Moralet que fita un recinte tancat en el qual es deixen anar els bous, en una parcel·la municipal, cedida per l'Ajuntament d'Alacant. Veïns i alguna formació política com EU han sol·licitat que es retire la solta de vaquilles a les festes del Moralet.